# 以色列—阿曼关系
以色列和阿曼于1994年建立了非官方的贸易关系。尽管如此，在2008年，以色列公民被禁止进入阿曼.。两国之间的经济合作虽然不重要，但阿曼是阿拉伯世界与以色列之间的一座桥梁。2018年，以色列总理内塔尼亚胡率团访问阿曼，并会见了阿曼苏丹卡布斯和其他阿曼高级官员。

## 历史

### 背景
与该地区大多数其他国家不同，阿曼没有参加阿拉伯国家和以色列之间的任何武装冲突

### 建立关系（1994-2000）
1994年，当时的以色列总理伊扎克·拉宾访问了阿曼，在马斯喀特他受到了的阿曼苏丹卡布斯的热情招待。 除此之外，双方还讨论了共享水资源和如何改善供水系统等问题。 1995年，拉宾被暗杀几天后，当时的总理西蒙·佩雷斯在耶路撒冷接待了阿曼外交大臣优素福·伊本·阿拉维。
1996年1月，以色列和阿曼签署了关于互相设立贸易代表处的协议。

### 关系被冻结（2000-2018）
随着2000年10月巴勒斯坦第二次起义的爆发，官方关系被冻结。 尽管如此，2008年，阿曼外交大臣优素福·本·阿拉维·本·阿卜杜拉在访问卡塔尔期间会见了以色列外交部长齐皮·利夫尼。

### 两国破冰（2018）
2018年10月，总理本雅明·内塔尼亚胡在马斯喀特会见了阿曼苏丹卡布斯，但是在内塔尼亚胡返回以色列后，这次访问才得以向民众披露。访问结束后，阿曼外交部长优素福·本·阿拉维·本·阿卜杜拉称以色列是“被接受的中东国家”。 他说，“世界也意识到了这一事实。也许现在是时候让以色列像其他国家一样受到同样的对待并承担同样的义务了。”2019年4月，阿卜杜拉还声明阿拉伯人”必须采取措施使以色列克服在该地区“对未来的恐惧”。